# アルティン加群
抽象代数学において、アルティン加群（英: Artinian module）とは、部分加群について降鎖条件を満たす加群のことである。アルティン加群と加群の関係は、アルティン環の環に対する関係と同様であり、環がアルティン的なのはそれが（左または右からの積によって）それ自身の上の加群としてアルティン的であるとき、かつそのときに限る。これらの概念はエミール・アルティンにちなんで名づけられている。
選択公理のもと、降鎖条件は極小条件と同値であり、これを代わりに定義に使ってもよい。
ネーター加群と同様、アルティン加群は次の遺伝的な性質をもつ。
- M がアルティン的な R-加群ならば、その任意の部分加群と任意の剰余加群もアルティン的である。

逆も成り立つ。
- M が R-加群、N がその部分加群でアルティン的、かつ M/N もアルティン的ならば、M もアルティン的である。

この結果、アルティン環上の有限生成加群はアルティン的である。アルティン環はネーター環であり、ネーター環上有限生成加群はネーター的なので、アルティン環上有限生成加群はネーター的かつアルティン的であり、有限の長さをもつ。しかしながら、R がアルティン的でなければ、あるいは M が有限生成でなければ、反例がある。

## アルティン的な環、加群、両側加群
環 R は右からの積で自然に右加群と考えられる。R が右 R-加群としてアルティン的なとき、右アルティン環と呼ばれる。左アルティン環の定義も同様である。非可換環においてこれらの区別は必要である。片側でアルティン的だがもう片側ではアルティン的でない環が存在する。
左右の語は加群において普通必要でない、なぜなら加群 M は通常はじめに左または右 R-加群として与えられるからである。しかしながら、M が左右両方の R-加群としての構造をもつことがあり、そのとき M をアルティン的と呼ぶのは曖昧であるので、どちらの加群としての構造がアルティン的であるのかを明確にする必要が生じる。2つの構造を分離するために、左 R-加群として M がアルティン的であると言うのが正しいときに、用語を濫用して、M を左アルティン的または右アルティン的と言うことができる。
左右両側の加群の構造をもつ加群は珍しいことではない。例えば R 自身は左かつ右 R-加群としての構造をもつ。実はこれは両側加群の例であり、別の環 S によってアーベル群 M を左 R 右 S 両側加群にできるかもしれない。実際、任意の右加群 M は自動的に整数環 Z 上の左加群であり、さらに Z-R 両側加群である。例えば、有理数体 Q を自然に Z-Q 両側加群として考えよ。すると Q は左 Z-加群としてはアルティン的でないが、右 Q-加群としてはアルティン的である。
アルティン条件は両側加群の構造についても定義できる。アルティン両側加群 とは両側加群であって、その部分両側加群が降鎖条件を満たすようなものである。R-S 両側加群 M の部分両側加群は当然左 R-加群なので、もし M が左 R 加群としてアルティン的であれば、M は自動的にアルティン両側加群になる。しかしながら、両側アルティン加群が左または右アルティン加群でないことは、次の例で示すように、起こり得る。 
例： 単純環が左アルティン的であることと右アルティン的であることは同値であり、このとき半単純環でもあることはよく知られている。R を右アルティン的でない単純環とすると、左アルティン環でもない。R を自然に R-R-両側加群と考えると、その部分両側加群はちょうど R のイデアルである。R は単純なのでそれは2つしかない。R と零イデアルである。したがって R は両側加群としてアルティン的であるが、左または右 R-加群としてはアルティン的でない。

## ネーター条件との関係
環の場合と違って、アルティン加群だがネーター加群でないものが存在する。例えば、{\displaystyle \mathbb {Q} /\mathbb {Z} } の p-primary component、つまり、{\displaystyle \mathbb {Z} [1/p]/\mathbb {Z} } を考えよ。これは {\displaystyle \mathbb {Z} }-加群としてp-準巡回群 {\displaystyle \mathbb {Z} (p^{\infty })}と同型である。真増大列 {\displaystyle \langle 1/p\rangle \subset \langle 1/p^{2}\rangle \subset \langle 1/p^{3}\rangle \subset \cdots } は無限に続き、{\displaystyle \mathbb {Z} (p^{\infty })} は（従って {\displaystyle \mathbb {Q} /\mathbb {Z} } も）ネーター的でない。しかしすべての真の（この仮定は一般性を失わない）降鎖列は止まる。そのような列は整数 {\displaystyle n_{1},n_{2},n_{3},\ldots } に対して {\displaystyle \langle 1/n_{1}\rangle \supseteq \langle 1/n_{2}\rangle \supseteq \langle 1/n_{3}\rangle \supseteq \cdots } という形をしている。包含関係 {\displaystyle \langle 1/n_{i+1}\rangle \subseteq \langle 1/n_{i}\rangle } によって {\displaystyle n_{i+1}} は {\displaystyle n_{i}} を割り切らなければならないので、{\displaystyle n_{1},n_{2},n_{3},\ldots } は正整数の真の減少列である。それゆえ列は止まり、{\displaystyle \mathbb {Z} (p^{\infty })} はアルティン的である。
可換環上の任意の巡回アルティン加群はネーター加群でもあるが、非可換環上の巡回アルティン加群は長さが無限になり得る。このことは Hartley の記事で示されており、Hartley の記憶に捧げてPaul Cohn の記事でうまく要約されている。